# Турки II ибн Абдул-Азиз Аль Сауд
Не путать с Турки ибн Абдул-Азиз Аль Сауд
Турки (II) ибн Абдул-Азиз Аль Сауд (араб. تركي بن عبد العزيز آل سعود‎; 15 сентября 1934, Эр-Рияд, Саудовская Аравия — 12 ноября 2016, Эр-Рияд, Саудовская Аравия) — саудовский принц, 21-й или 24-й сын короля Абдул-Азиза. Заместитель министра обороны и авиации Саудовской Аравии (1969—1978).

## Биография

### Ранняя биография
Родился 15 сентября 1934 года в Эр-Рияде в семье короля Абдул-Азиза, принадлежал к Семёрке Судайри. Окончил школу принцев, основанную его отцом.
У него было 6 родных братьев и 4 сестры. Его братьями были: король Фахд (1921—2005), принц Султан (1930—2011), принц Абдуррахман (1931—2011), принц Наиф (1933—2012), король Салман (род. 1935) и принц Ахмед (род. 1942),а сёстрами: принцесса Лулувах (ум. 2008), принцесса Латифа (ум. 2024),  принцесса Аль-Джавхара (ум. 2023) и принцесса Джавахир (ум. 2015).

### Карьера
В 1957 году был назначен эмиром Эр-Рияда . В 1958 году входит в состав Совета наследного принца при Таляле ибн Абдул-Азиз Аль Сауд, который в 1962 году основал политическое движение «Свободные эмиры. В то же время часть исследователей отвергает его участие в этом движении, считая, что причиной опалы стал его брак.
В 1969 году был назначен заместителем министра обороны и авиации Саудовской Аравии. В 1973 году он женился на Хинд аль-Фасси, дочери политически осужденного суфийского религиозного лидера из тариката шадхили Шамса ад-Дина Абдуллы аль-Фасси, начался постепенный закат его карьеры. Его предполагаемый тесть был осужден, потому что он был одним из публичных критиков вестернизации страны.
В 1978 году покинул свою должность после ссоры с братьями из-за своей свадьбы с Хинд аль-Фасси и переехал в Каир, позднее переехал в США, в город Майами.

### Публичные конфликты
В феврале 1982 года принц и его семья, проживавшие в Майами, были обвинены в том, что удерживали египетскую служанку против её воли. Офицеры из отделения полиции «Метро Дейд» (MDPD) обыскали его квартиру ордером, но не смогли найти женщину. Однако полиция столкнулась с ожесточенным сопротивлением со стороны охранников принца. В конечном итоге он подал в суд на МДПД на 210 миллионов долларов, после чего ответчик подал встречный иск. Государственный департамент предоставил ему дипломатический иммунитет в апреле 1982 года, а иск был прекращен в июне 1982 года.
В письме, опубликованном информационным агентством Wagze в июле 2010 года, от имени принца Турки содержалось предупреждение правящей семьи Саудовской Аравии о риске повторить судьбу казненного «иракского диктатора» Саддама Хусейна и свергнутого иранского шаха Мохаммеда Реза Пехлеви. В документе утверждалось, что королевская семья Саудовской Аравии больше не может «навязывать себя» людям и говорилось об угрозе военного переворота. Позже Турки ибн Абдул-Азиз заявил «Саудовскому информационному агентству», что предполагаемое письмо не имеет к нему отношения и было сфабриковано вражескими силами, желающими посеять смуту и панику в обществе.
Еще один скандал, связанной с именем принца, касался обстоятельств смерти его жены Хинд аль-Фасси в августе 2010 года. Её брат Аллал аль-Фасси обвинил своего зятя, а также своего племянника и племянницу в убийстве своей сестры с помощью передозировки наркотиков. Он представил отчет Генеральному прокурору, а затем исчез на 24 часа и снова появился после того, как медицинское заключение доказало, что в организме умерший нет подозрительных веществ, что привело к снятию всех его обвинений. С другой стороны, сын принца Турки, Абдул Рахман, подал в суд на своего дядю Аллала аль-Фасси, утверждая, что он избил его и его отца в больнице, где умерла его мать.
В 2011 году после смерти жены вернулся в Саудовскую Аравию, поддерживал назначения своих братьев Наифа и Салмана,как наследных принцев.

### Смерть
Скончался в Эр-Рияде 12 ноября 2016 года на 83 году жизни, был похоронен на кладбище Аль-Уд.

### Жены и дети
Первая жена Нура бинт Абдалла бин Абдель Рахман аль-Абдель Рахман:
- Халид ибн Турки ибн Абдул-Азиз Аль Сауд (род. декабрь 1957) — соучредитель Арабского Национального Банка
- Фахд ибн Турки ибн Абдул-Азиз Аль Сауд (род. август 1959) — командующий в Сухопутной Армии (2017—2020), был отправлен в отставку из-за коррупционного скандала[9] В июне 2021 года был приговорён к смертной казни по обвинению в государственной измене.
- Фейсал ибн Турки ибн Абдул-Азиз Аль Сауд (род. январь 1965) — советник в Министерстве нефти и природных ресурсов
- Султан ибн Турки Аль Сауд (род. май 1968) — оппозиционер. Принц Султан бин Турки бин Абдель-Азиз, который осудил коррупцию на своей родине и потребовал демократических реформ, был похищен в Швейцарии в 2004 году, доставлен по воздуху в Саудовскую Аравию и помещен под домашний арест.[10]

Вторая жена  Хинд бинт Шамсуддин аль-Фасси
- Ахмед  ибн Турки ибн Абдул-Азиз Аль Сауд
- Абдул Рахман  ибн Турки ибн Абдул-Азиз Аль Сауд